# Homoneura setuligera
Homoneura setuligera är en tvåvingeart som beskrevs av Gao och Yang 2005. Homoneura setuligera ingår i släktet Homoneura och familjen lövflugor. Inga underarter finns listade i Catalogue of Life.